# Центральная железная дорога Иллинойса
Центральная железная дорога Иллинойса англ. Illinois Central Railroad — железная дорога в США, основная линия которой связывает Чикаго, штат Иллинойс с Новым Орлеаном, штат Луизиана и Бирмингемом, штат Алабама. В 1998 году частичный контроль над железной дорогой перешёл к Canadian National Railway.

## История

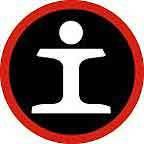
Логотип Illinois Central Gulf Railroad

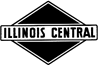
Логотип Illinois Central Railroad

Illinois Central Railroad является одной из ранних железных дорог I класса в США. Её история начинается в середине XIX века. В 1850 году президент США Миллард Филлмор подписал акт, предоставляющий земли под строительство железной дороги, а 10 февраля 1851 года её официально зарегистрировала Генеральная ассамблея Иллинойса. Среди тех, кто лоббировал законопроект были Стивен Дуглас и Авраам Линкольн.
Строительство дороги Illinois Central было завершено в 1856 году и она стала самой протяжённой в мире на то время. Основная линия прошла от Кейро, на юге штата Иллинойс, до Галены, на северо-западе штата. Затем ветка пошла в сторону быстрорастущего Чикаго.
В 1867 году Illinois Central расширилась до штата Айова. На протяжении 1870—1880 годов железная дорога развивалась на всей южной части США. Её линии пересекли реку Миссисипи и дошли до Нового Орлеана, штат Луизиана на юге и Луисвилла, штат Кентукки, на востоке страны.
10 августа 1972 года Illinois Central Railroad объединилась с железной дорогой «Gulf, Mobile and Ohio Railroad», в результате чего появилась Illinois Central Gulf Railroad. 30 октября того же года в истории железной дороги и штата Иллинойс произошла крупнейшая железнодорожная катастрофа. Из-за плохой видимости произошло столкновение двух поездов, в результате чего погибли 45 человек и 332 были ранены. В 1980 году из состава железной дороги выведены значительные части её линий с востока на запад и с севера на юг, которые были сочтены избыточными. Большинство этих линий выкупили другие железные дороги. В 1988 году свои активы в Illinois Central вывела компания IC Industries, после чего сменившая своё название на Whitman Corporation. А 29 февраля того же года железная дорога вернула своё прежнее и нынешнее название «Illinois Central Railroad».